# Nakartse
Nakartse, även känd som Nagarzê, är ett härad (dzong) som lyder under Lhoka i Tibet-regionen i sydvästra Kina.

Nakartse
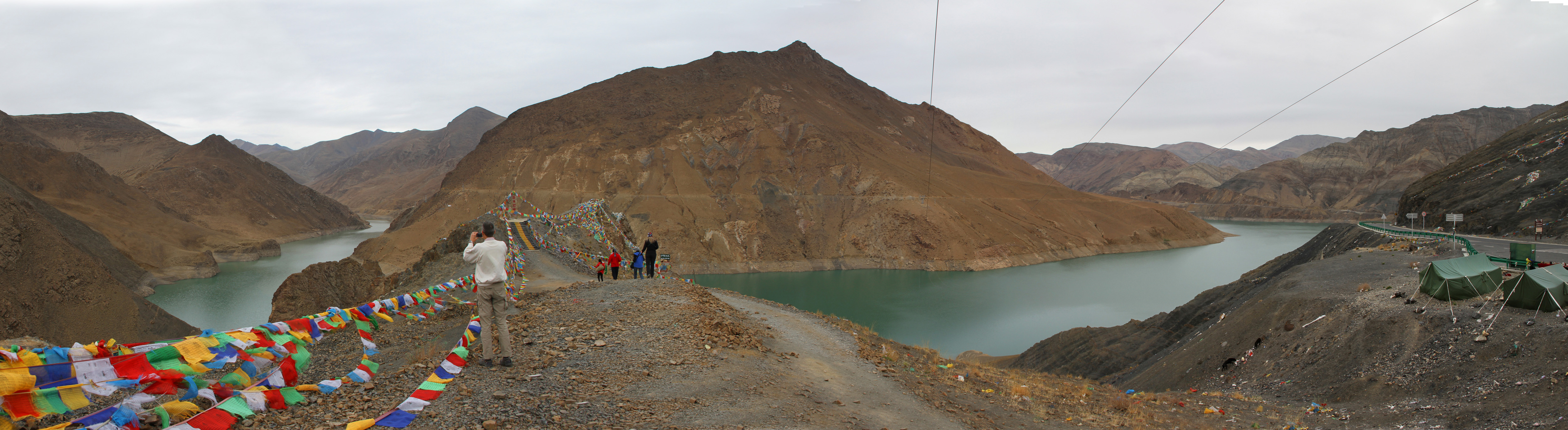
Sim La
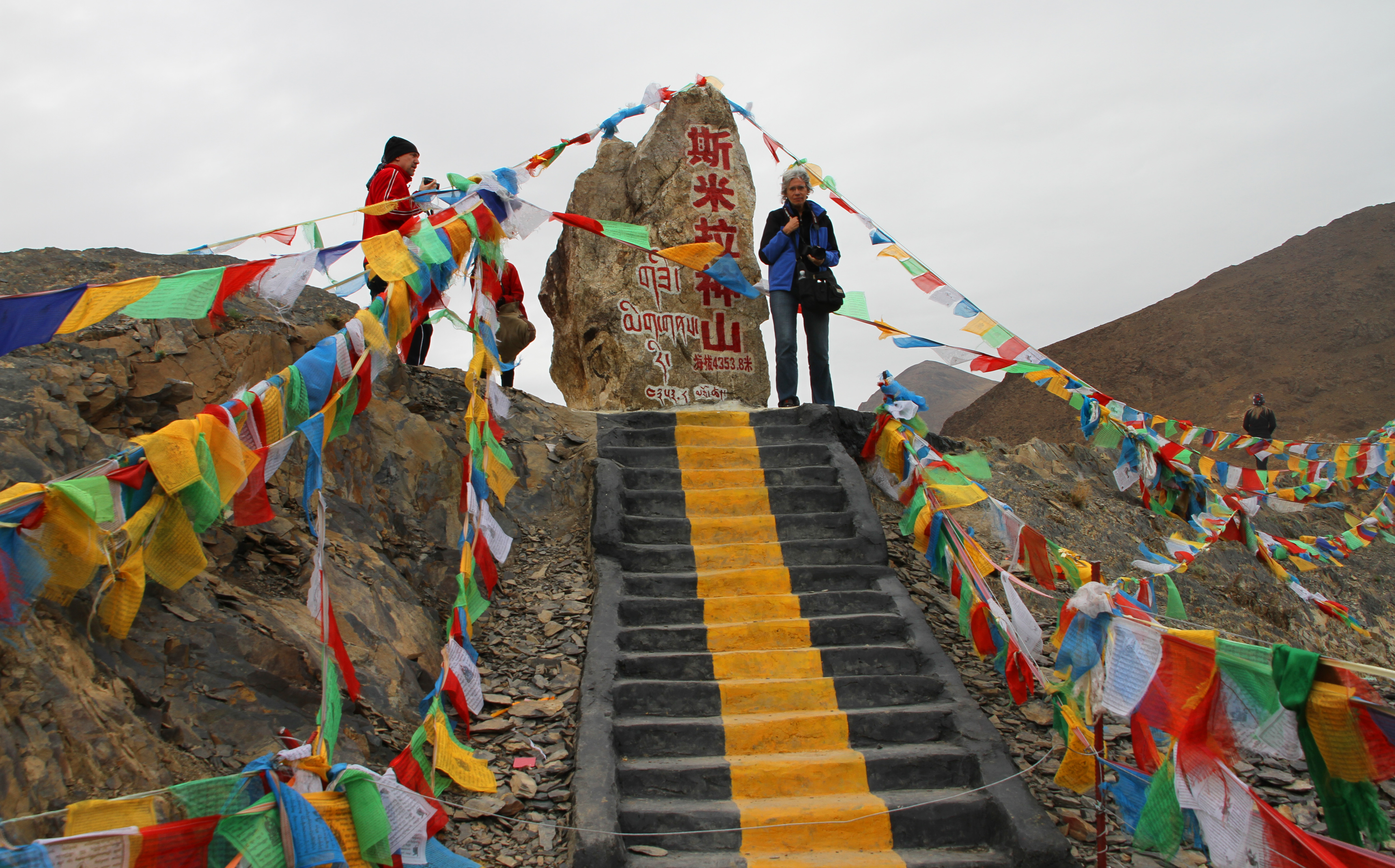
Sim La 4330m
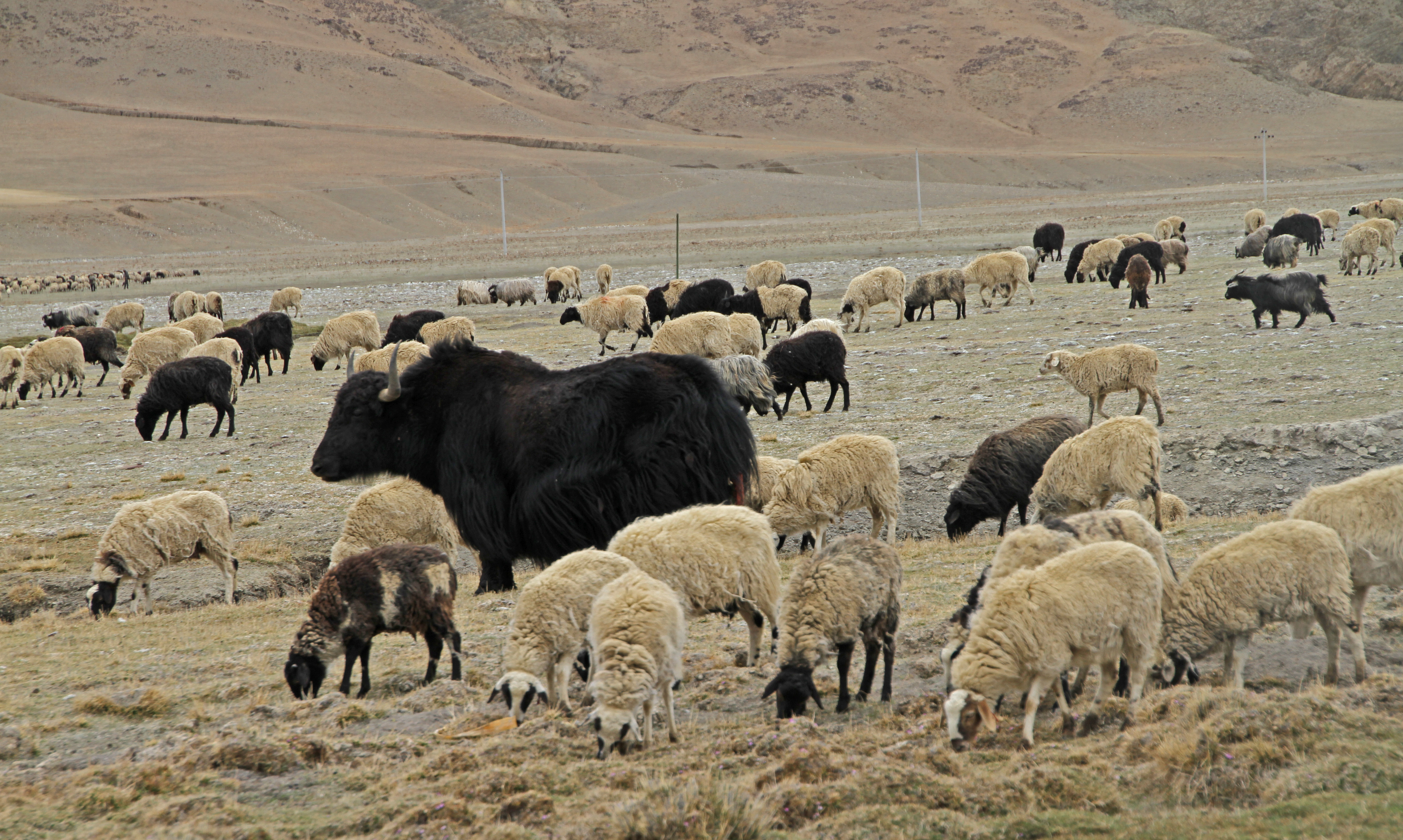
Yaks och fårflock
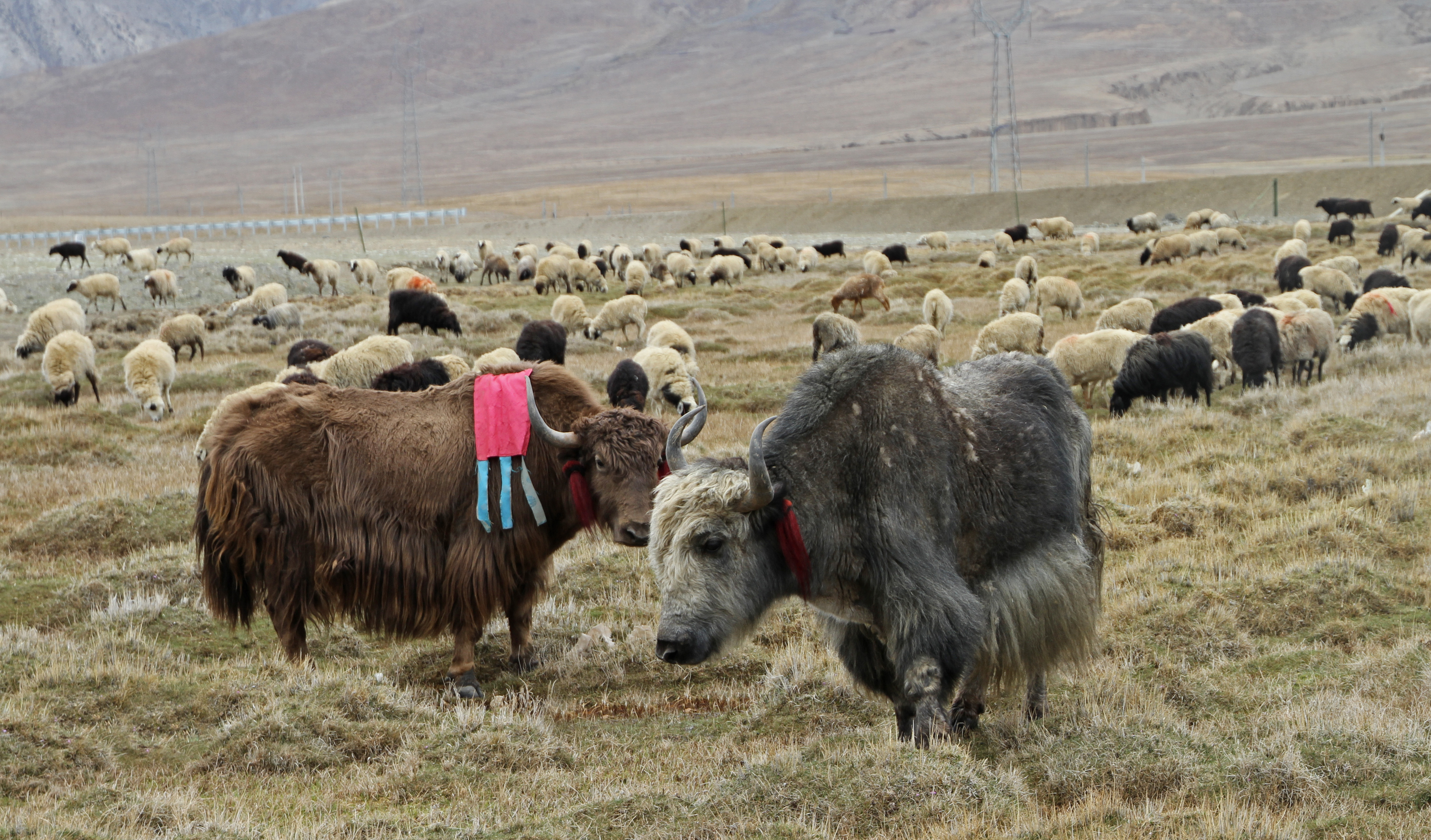
Yaks
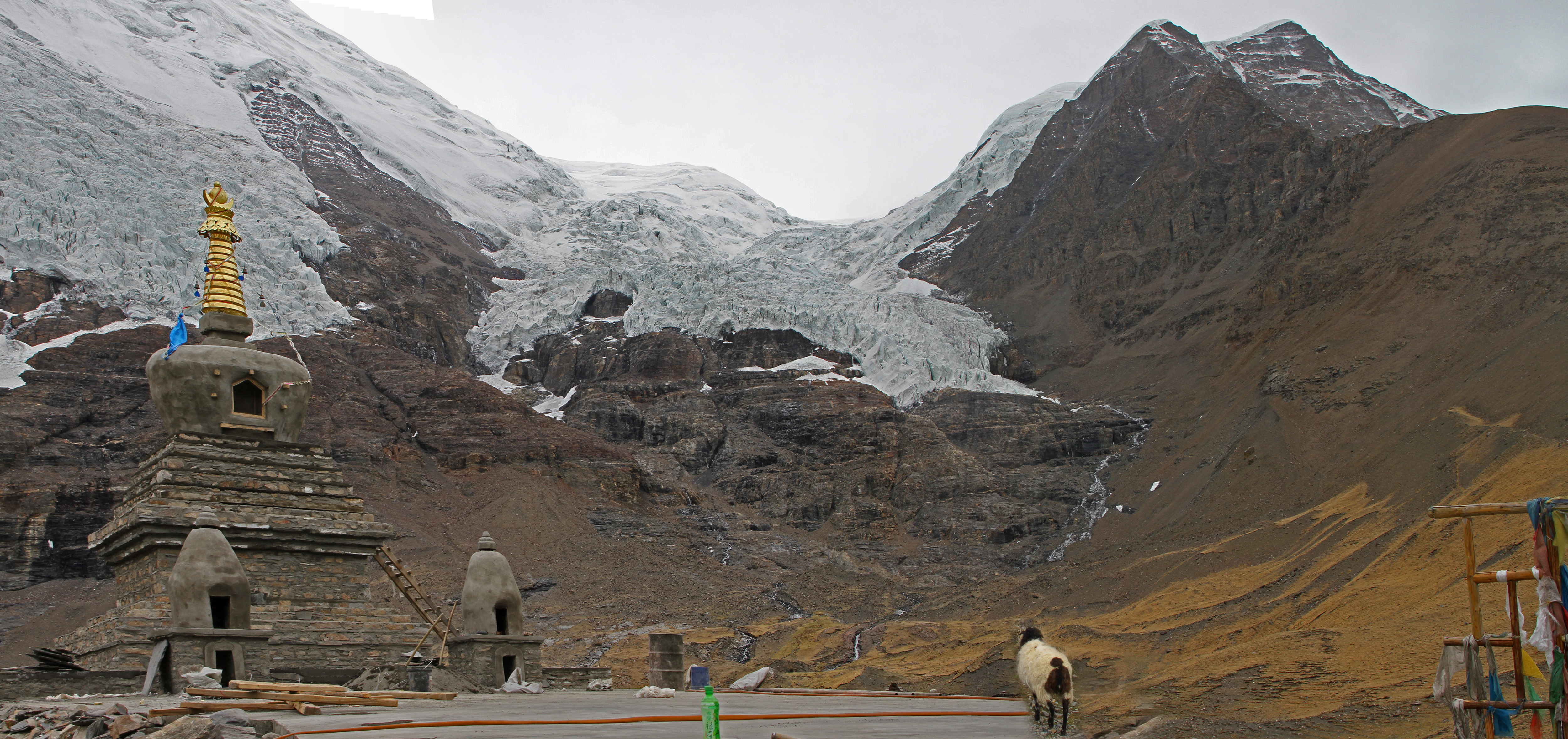
Karo La Glacier
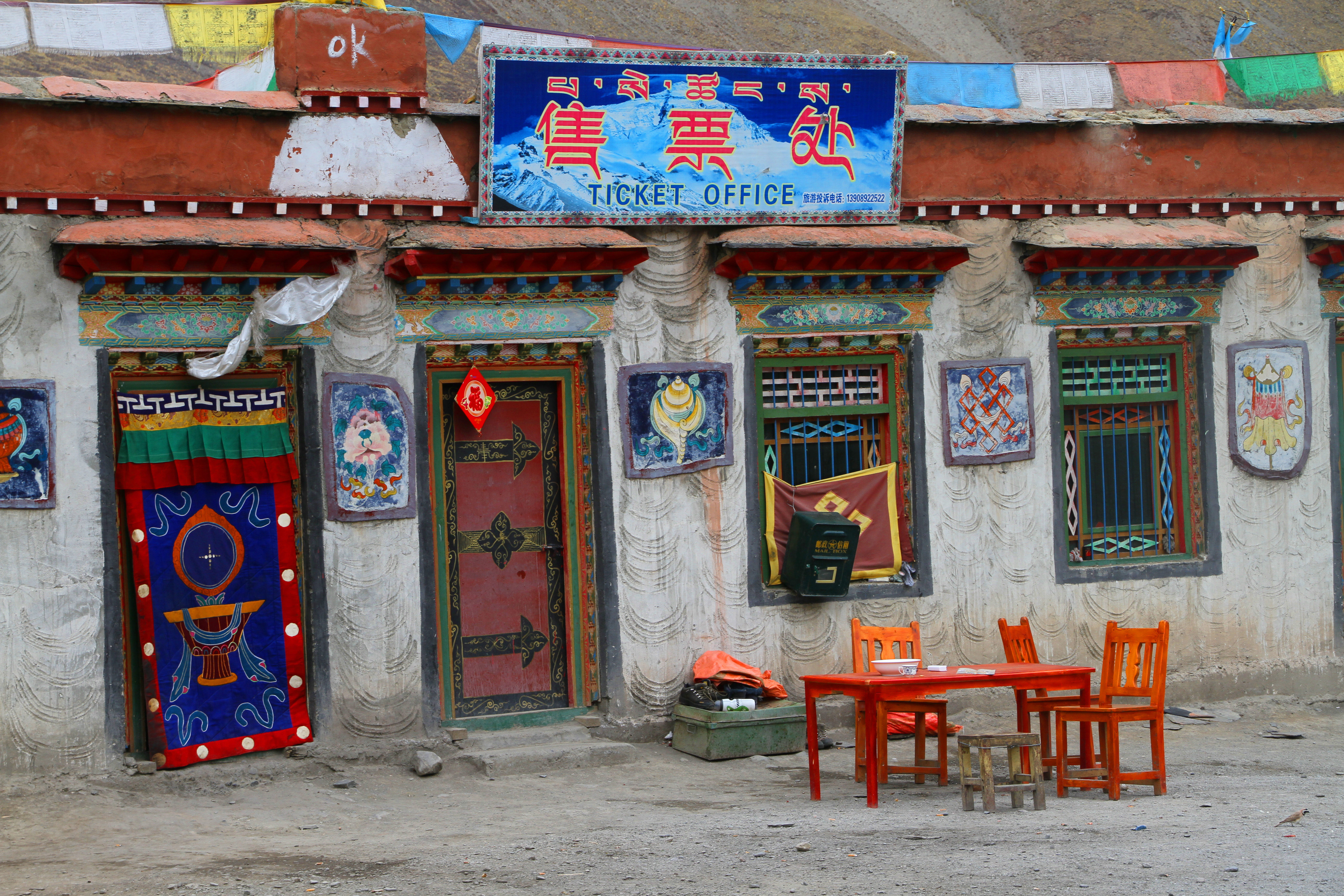
Karo La 5030m
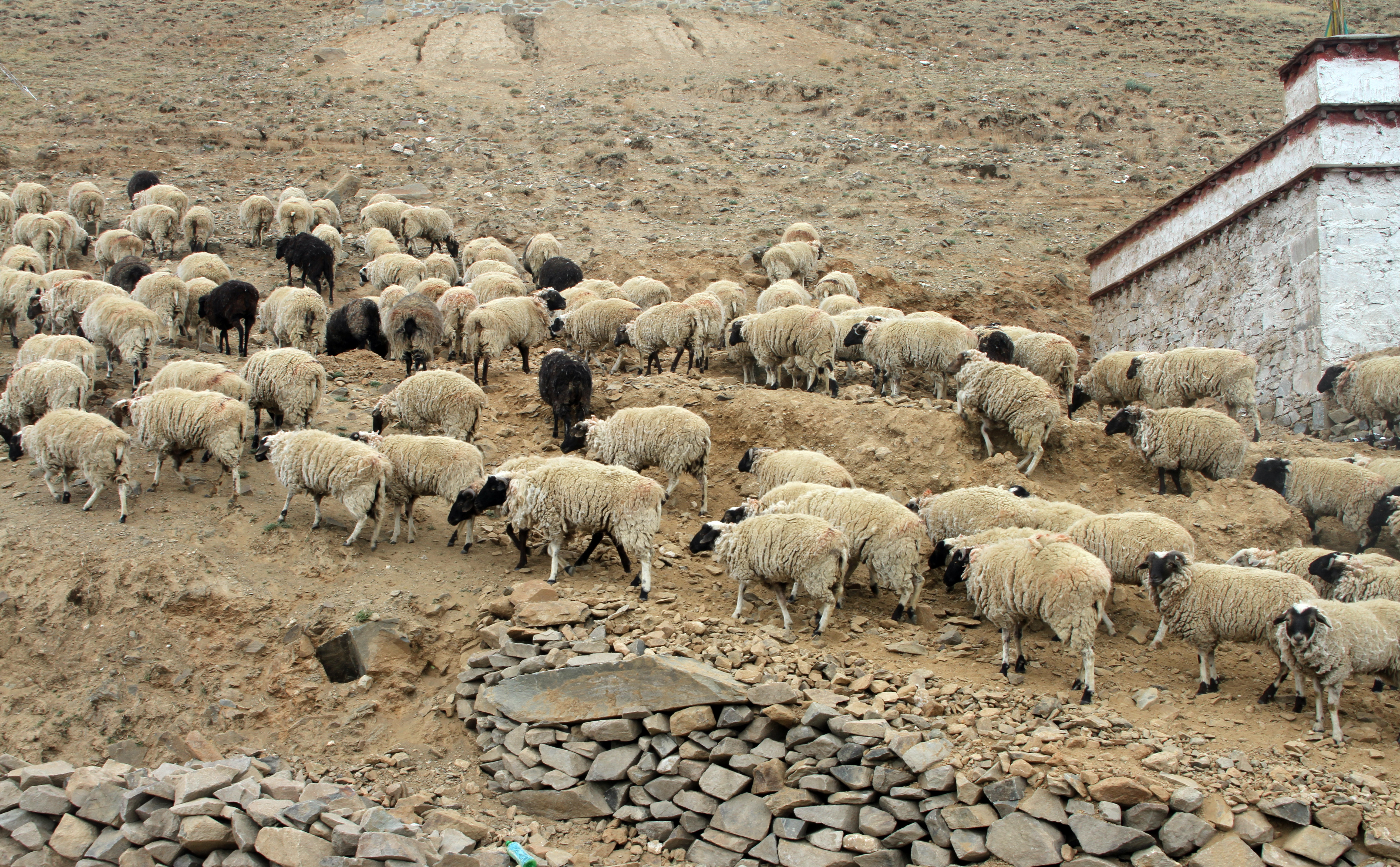
Fårhjord
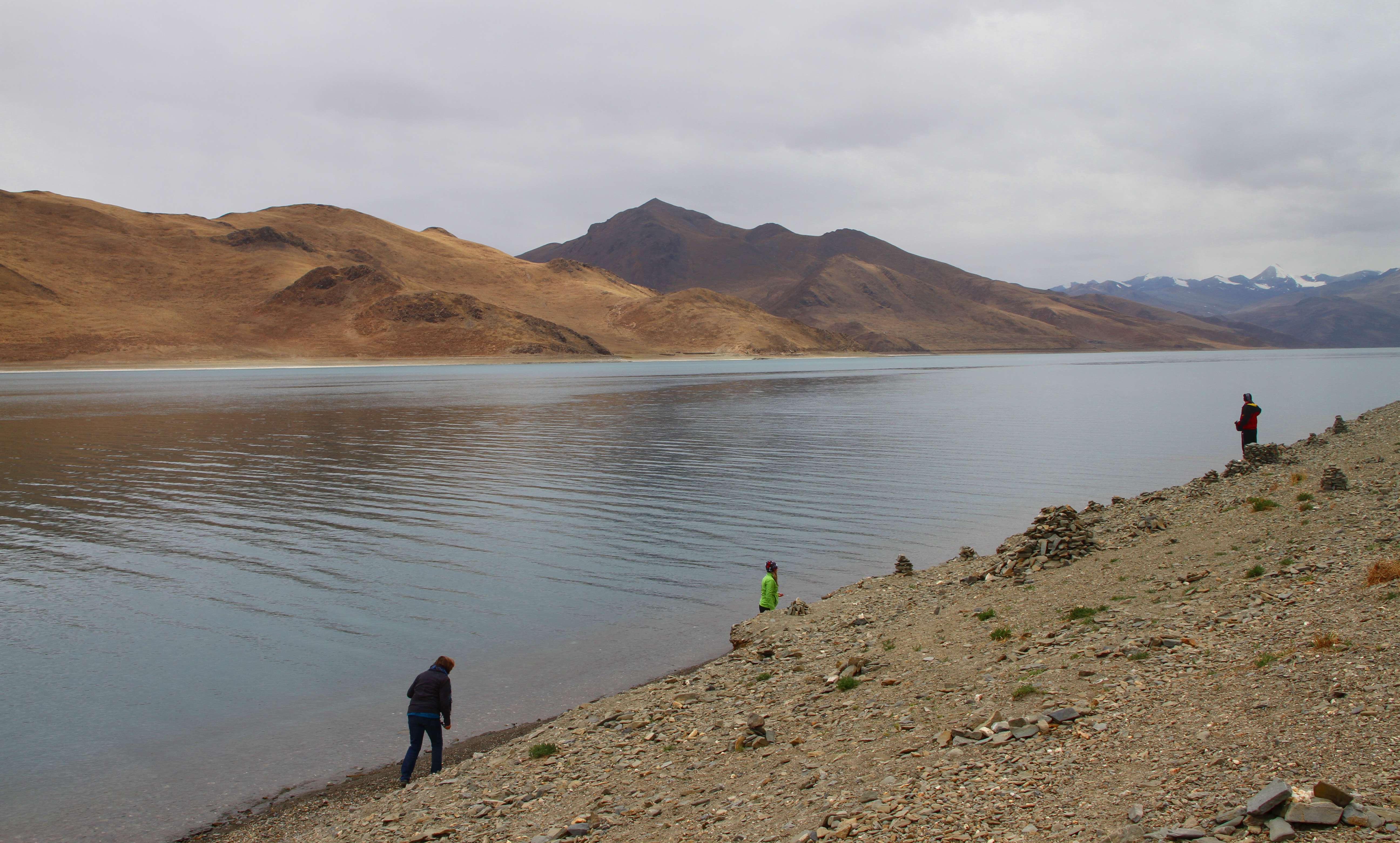
Yamdrok Tso